# Huta Łabędy
Huta Łabędy SA – przedsiębiorstwo hutnicze z siedzibą w Gliwicach-Łabędach, utworzone 1 kwietnia 1950 roku prowadzące działalność w zakresie produkcji i dostarczania produktów stalowych dla górnictwa węgla kamiennego, przetwórstwa stali, budownictwa oraz infrastruktury ciepłowniczej i gazowniczej. Jego głównymi akcjonariuszami są: Węglokoks S.A. i Skarb Państwa.

## Historia

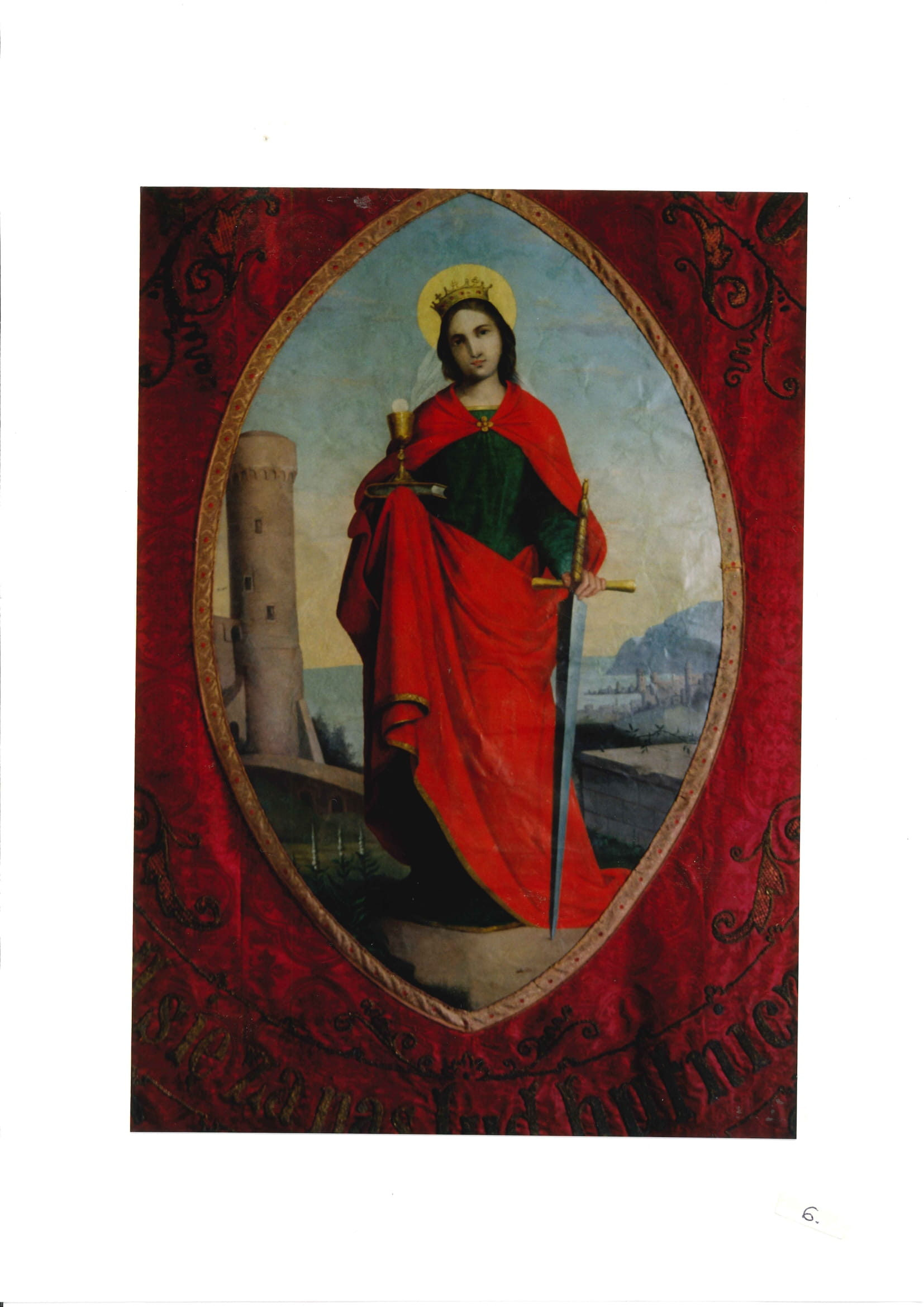
Sztandar Huty Hermina ze św. Barbarą

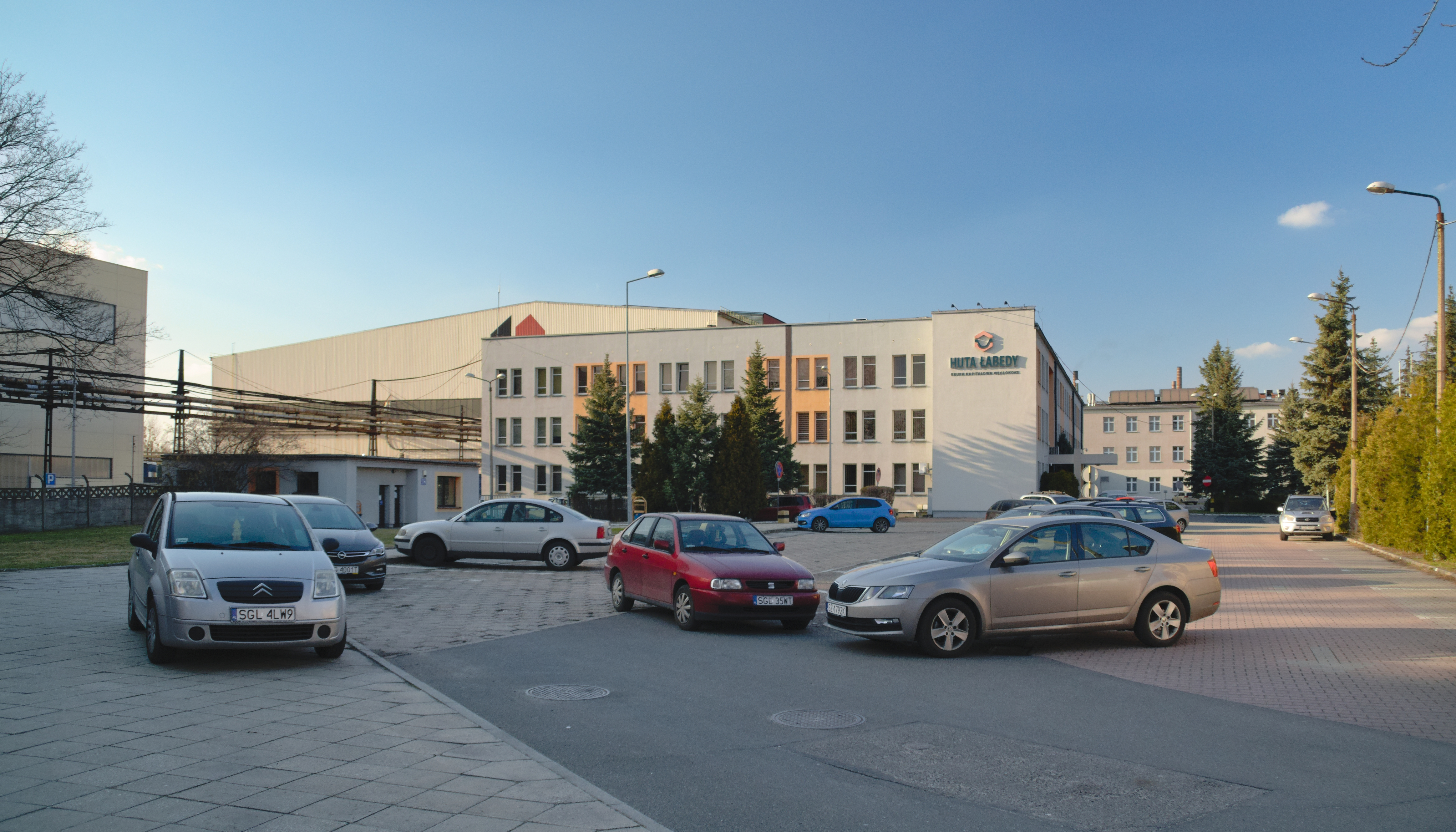
Siedziba (2019)

Korzenie obecnej Huty Łabędy sięgają 1848 r. Wtedy też, 14 sierpnia, położono kamień węgielny pod budowę Huty „Hermina”. Inwestorami byli pochodzący z Wrocławia bogaty hurtownik materiałów żelaznych Moritz Izaak Caro oraz jego syn Robert Caro. Nazwę otrzymała huta na cześć żony Roberta, Herminy z domu Kern. Po śmierci Roberta w 1875 r. właścicielem huty został jeden z jego synów, Oscar Caro, dla którego w latach 1882-1885 wybudowana została Willa Caro w Gliwicach.
Huta rozwijała się szybko i wdrażała różne nowoczesne rozwiązania technologiczne. M. in. była pierwszym miejscem na Śląsku, gdzie zainstalowano – w 1882 roku – oświetlenie elektryczne. W 1887 r. doszło do połączenia Huty „Hermina” oraz innych zakładów Oscara i Georga Caro (Fabryki Drutu w Gliwicach oraz huty „Julia” w Bobrku) z firmami innego gliwickiego przemysłowca, Wilhelma Hegenscheidta. Powstała w ten sposób górnośląska spółka akcyjna przemysłu żelaznego - Oberschlesische Hüttenwerke (Oberhütten) z siedzibą w Gliwicach, której Oscar Caro był dyrektorem generalnym do 1905 roku.
W 1889 roku, na pamiątkę 50-lecia powstania, poświęcono sztandar Huty „Hermina”, który wyeksponowany jest w obecnym budynku Dyrekcji. Walcownia średnia rozpoczęła produkcję w 1938 roku – na jej podwalinach utworzono Wydział Walcowni. 10 lat później – w 1948 roku rozpoczęła się produkcja w Wydziale Walcowni Uniwersalnej, zaś 16 października 1949 roku wykonany został pierwszy powojenny wytop na stalowni martenowskiej.

### Przedsiębiorstwo państwowe
1 kwietnia 1950 roku utworzono Przedsiębiorstwo Państwowe – Huta “Łabędy”. W późniejszym czasie uruchamiano systematycznie kolejne walcownie D750 i D650 (1951), rozpoczęto też produkcję gięcia łuków (listopad 1956). W lipcu 1953 roku wydzielono z Huty “Łabędy” Zakłady Mechaniczne (obecnie Zakłady Mechaniczne Bumar Łabędy S.A.), zaś 1 lipca 1963 roku na wydziale walcowni pracę rozpoczął 200-tonowy piec nr VII. 18 lipca 1980 roku zainaugurowano produkcję na Wydziale Jarzm, a budowa jego nowej hali rozpoczęła się, od wmurowania kamienia węgielnego, 18 lipca 1984 roku. 15 grudnia 1995 roku otwarta została elektrostalownia – obecnie jej tradycję kontynuuje spółka FerrostalŁabędy sp. z o.o. Jakość wytwarzanych produktów potwierdza otrzymany 11 kwietnia 1996 roku certyfikat ISO 9002.

### Komercjalizacja
Przedsiębiorstwo Państwowe Huta „Łabędy” skomercjalizowano 1 stycznia 1998 roku. Na jej miejscu powstaje spółka HUTA ŁABĘDY S.A., z której struktur w latach 1999–2001 wydzielone zostały spółki Grupy Kapitałowej HUTY ŁABĘDY S.A. We wrześniu 2009 roku oddano do użytku nową halę Wydziału Jarzm, a rok później produkcja rozpoczęła się na Wydziale Cięcia Wzdłużnego Blach i Kształtowników Zimnogiętych. W październiku 2010 roku do użytku oddany został nowy obiekt Laboratorium Hutniczego, a w październiku 2012 podpisano umowę na budowę walcowi rur API. 16 maja 2014 roku, w Dniu Hutnika, wmurowano kamień węgielny pod budowę Wydziału Produkcji Rur. 24 sierpnia 2021 roku podpisano list intencyjny, na którego mocy Huta “Łabędy” S.A. i JSW Innowacje będą współdziałać w zakresie przedsięwzięć o charakterze badawczo-rozwojowym. W styczniu 2022 roku Huta Łabędy S.A. wraz ze spółką Węglokoks S.A. sfinalizowała umowę na dostarczenie materiałów potrzebnych do wzniesienia zapory przy granicy polsko-białoruskiej. Huta “Łabędy” będzie odpowiadać za produkcję kształtowników i profili zimnogiętych, a spółka ZEM Łabędy S.A. odpowiedzialna będzie za produkowanie, spawanie i ocynkowanie przęseł zapory. Na bazie profili i kształtowników powstanie ponad 37 tys. przęseł. Na mocy umowy powstaną zabezpieczenia granicy państwowej na dwóch odcinkach Podlaskiego Oddziału Straży Granicznej o długości 54,82 km i 50,73 km. Wartość pierwszego wynosić będzie 167,72 mln zł netto, a drugiego – 158,53 mln zł netto.

## Grupa Kapitałowa Huta “Łabędy”

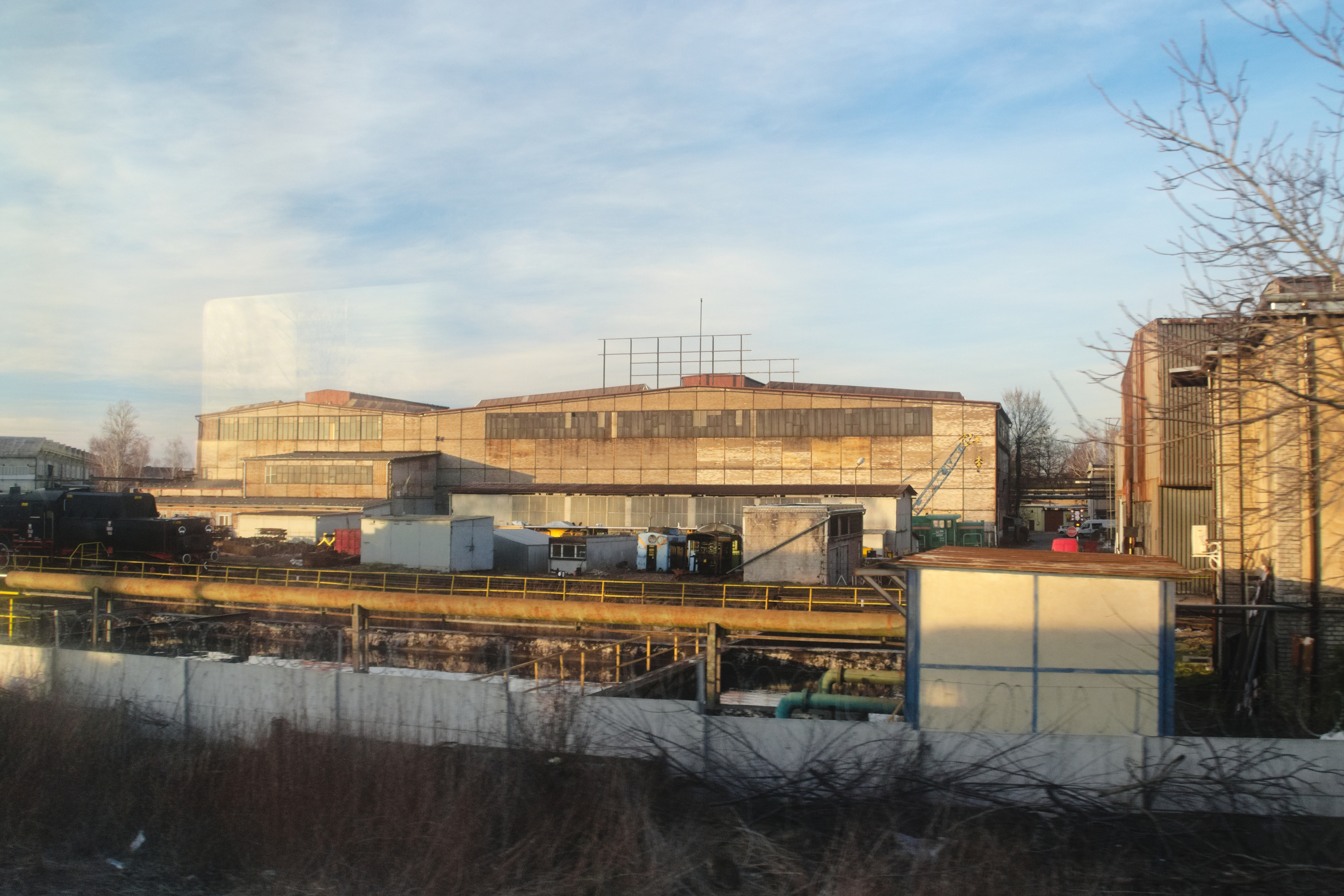
Zabudowania ZEM Łabędy (2019)

W skład Grupy Kapitałowej Huta “Łabędy” wchodzą spółki:
- ZEM Łabędy sp. z o.o. – firma działająca od 1999 roku w wielu obszarach przemysłu, budownictwa przemysłowego, wykonawstwa konstrukcji stalowych i kolejnictwa[8];
- EkoProHut sp. z o.o. – przedsiębiorstwo funkcjonujące od 1999 r. (wcześniej od 1992 r.) jako jeden z wydziałów Huty Łabędy – Wydział Przerobu żużla W-59. Działalność firmy opiera się przetwórstwie materiałów zgromadzonych na hałdzie hutniczej[9];
- Venus sp. z o.o.[10]